# Quechua II
Quechua II, neboli wanp’uy, je skupina dialektů kečuánštiny v Peru, na sever a na jih od dialektů skupiny Quechua I. Patří sem i dialekty:
- Qusqu-Qullaw (Quechua Cusco-Collao)
- Čanka (Quechua Chanca, Ayacuchano, Ayacucho-Chanca)
- Kichwa (Ekvádor, Kolumbie)